# Le Panier

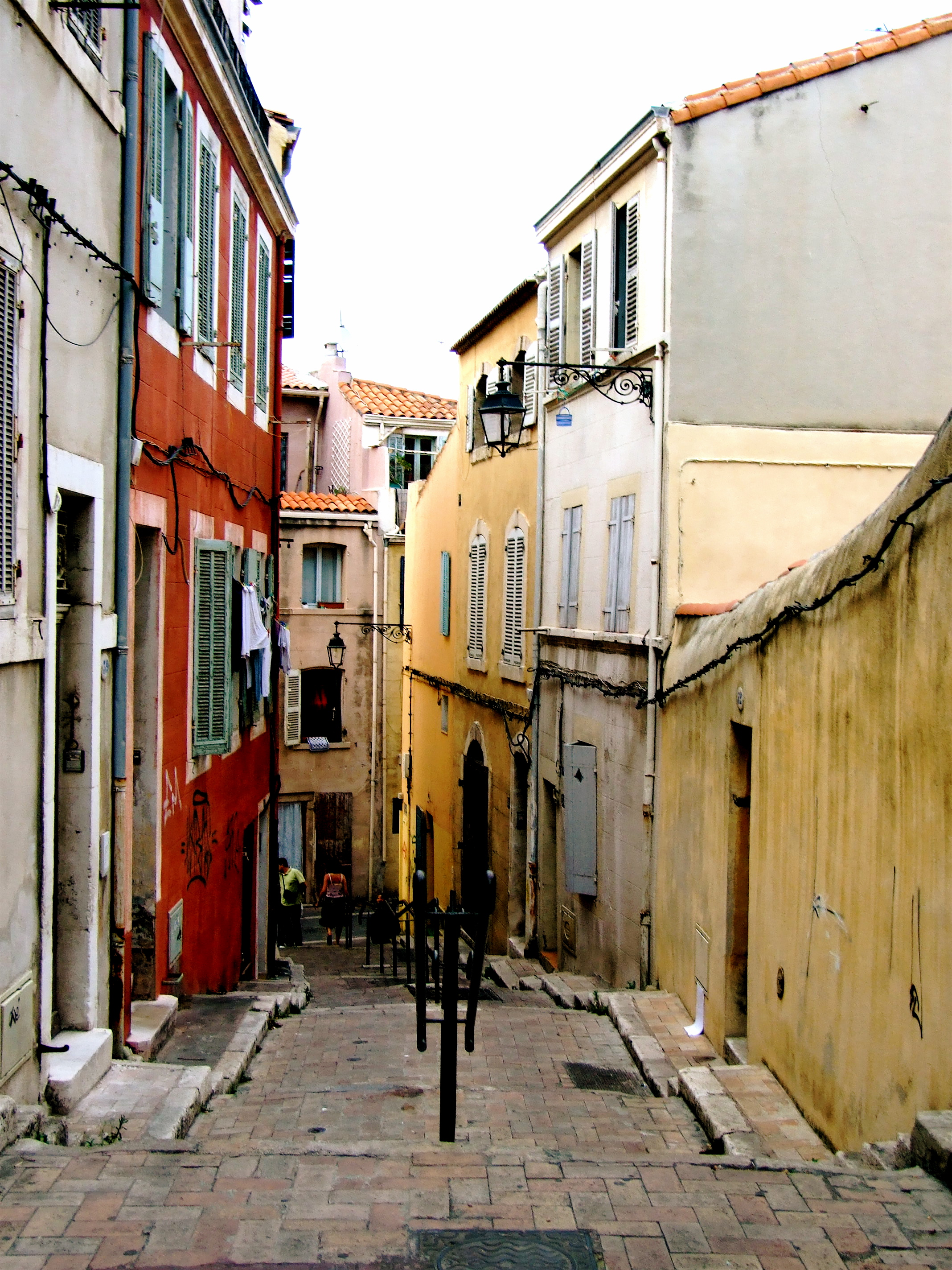
Gränd i Le Panier.

Le Panier (ordagrant översatt från franskan: "korgen", occitanska: Lo Panier) är ett område i Marseilles 2:a arrondissement. Området utgör inte någon självständig administrativ enhet men omfattar stora delar av de administrativa kvarteren Hôtel-de-Ville, Les Grands-Carmes och La Joliette, belägna mellan den gamla och den nya hamnen i västra delen av innerstaden. 
Le Panier utgör den äldsta delen av staden Marseille och omfattar ungefär utsträckningen av den antika staden Massalia, som grundades här omkring 600 f.Kr. och därmed är Frankrikes äldsta stadsbildning. Bebyggelsen följer till stor del det medeltida gatunätet och karakteriseras av branta vindlande gränder och smala hus med mindre affärslokaler i bottenplanet. Fram till stadens utvidgning under 1600-talet utgjorde området den historiska innerstaden. Stadsdelen sprängdes och förstördes delvis av den nazityska ockupationsmakten 1942, men byggdes upp efter kriget.
Från 1990-talet och framåt har området gentrifierats i samband med den omfattande upprustningen och nybyggnationen i Marseilles hamnkvarter, Euromediterranée-projektet. Idag finns ett ökande antal turistbutiker, restauranger och konstnärliga verksamheter i området.